# أشلي فانس
أشلي فانس (بالإنجليزية: Ashlee Vance)‏ هو صحفي أمريكي، ولد في 1977 في جنوب أفريقيا.

## وصلات خارجية
- أشلي فانس على موقع ميوزك برينز (الإنجليزية)